# Tàu tuần dương hạng nhẹ

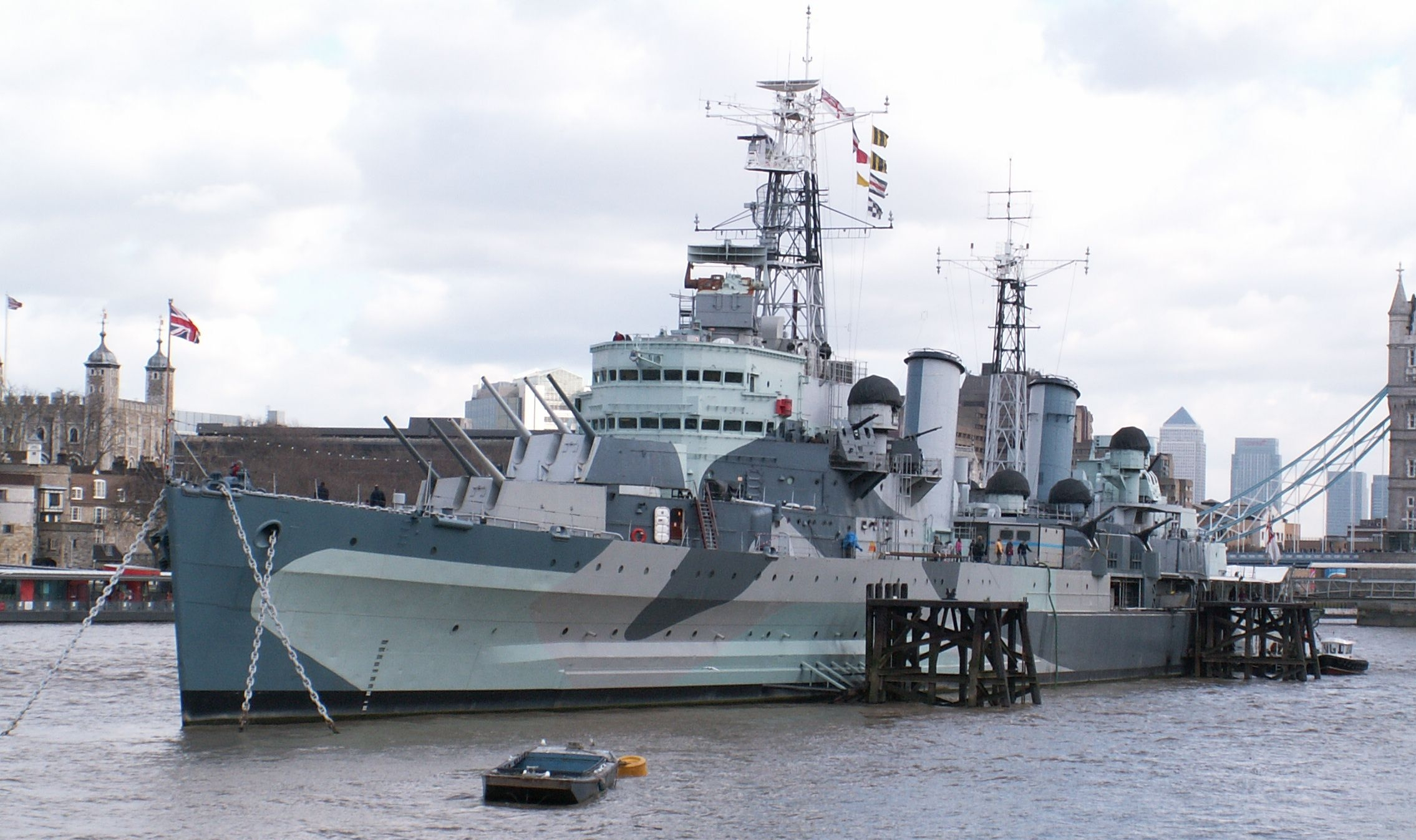
Tàu tuần dương hạng nhẹ HMS Belfast hiện nay. Nó mang 12 khẩu hải pháo BL 152 mm (6 inch) Mark XXIII và có trọng lượng 11.553 tấn. Từ "nhẹ" trong Thế Chiến II liên hệ đến cỡ pháo, không phải trọng lượng rẽ nước

Tàu tuần dương hạng nhẹ là một kiểu tàu tuần dương, một loại tàu chiến hải quân có kích cỡ từ nhỏ đến trung bình. Thuật ngữ này được rút ngắn từ cụm từ "tàu tuần dương bọc thép nhẹ", mô tả một tàu chiến nhỏ mang một sơ đồ vỏ giáp tương tự như một tàu tuần dương bọc thép, bao gồm đai giáp và sàn tàu bọc thép. Trước đó, các tàu tuần dương nhỏ thuộc vào kiểu tàu tuần dương bảo vệ, chỉ có được lớp sàn tàu được bọc thép.

## Lịch sử
Vào cuối thế kỷ 19, tàu tuần dương được phân loại thành hạng nhất, hạng nhì và hạng ba dựa vào khả năng. Tàu tuần dương hạng nhất tiêu biểu thường là tàu tuần dương bọc thép, với đai giáp hông, và chúng thường khó phân biệt với những thiết giáp hạm tiền-dreadnought cỡ nhỏ. Tàu tuần dương hạng nhì và hạng ba nhẹ hơn, rẻ tiền hơn và nhanh hơn, thường chỉ có sàn tàu bọc thép và các hầm than bảo vệ thay vì lườn tàu bọc thép, và thường được biết đến như là tàu tuần dương bảo vệ. Những chiếc tàu tuần dương nhỏ vận hành bằng hơi nước đầu tiên được chế tạo cho Hải quân Hoàng gia Anh Quốc là chiếc HMS Mercury được hạ thủy vào năm 1878. Những chiếc tàu tuần dương bảo vệ hạng nhì và hạng ba như vậy dần dần tiến hóa, trở nên nhanh hơn, vũ khí mạnh hơn và được bảo vệ tốt hơn.
Đức có ưu thể dẫn đầu trong thiết kế tàu tuần dương hạng nhẹ trong những năm 1890, chế tạo một lớp các tàu tuần dương nhanh, được hải quân các nước khác bắt chước. Những chiếc này vận hành bằng nồi hơi đốt than và động cơ hơi nước chuyển động qua lại, và phụ thuộc một phần vào sự sắp xếp các hầm than như là sự bảo vệ. Việc áp dụng nồi hơi ống nước đốt dầu và động cơ turbine hơi nước đã khiến cho những tàu tuần dương cũ này nhanh chóng trở nên lạc hậu. Hơn nữa, hệ thống động lực mới khiến không thể dựa vào việc bảo vệ bằng các hầm than, vốn đã được dầu thay thế, nên phải áp dụng một hình thức bảo vệ hông nào đó. Nhóm Bristol thuộc lớp tàu tuần dương Town (1909) trở thành thiết kế đột phá từ các kiểu trước đó, với động cơ turbine hơi nước đốt than và dầu hỗn hợp, vỏ giáp bảo vệ hông dày 51 mm (2 inch) cũng như là sàn tàu. Do đó, theo định nghĩa, chúng là những tàu tuần dương bọc thép cho dù trọng lượng rẽ nước chỉ có 4.800 tấn; kiểu tàu tuần dương hạng nhẹ đã ra đời. Những tàu tuần dương hạng nhẹ hiện đại đầu tiên thuộc lớp Arethusa (1911) có nồi hơi đốt toàn bộ bằng dầu và sử dụng động cơ nhẹ cân kiểu tàu khu trục để có thể đạt được tốc độ 53,7 km/h (29 knot).

## Chiến tranh Thế giới thứ nhất
Trong Chiến tranh Thế giới thứ nhất, tàu tuần dương hạng nhẹ Anh tiêu biểu thường mang hai khẩu pháo 152 mm (6 inch) và có thể đến tám khẩu 100 mm (4 inch), hoặc một dàn pháo đồng nhất toàn cỡ pháo 152 mm (6 inch) trên tàu có trọng lượng rẽ nước khoảng 5.000 tấn, trong khi tàu tuần dương hạng nhẹ Đức phát triển trong chiến tranh từ cỡ pháo 105 mm (4,1 inch) lên mức 150 mm (5,9 inch).
Sau chiến tranh, thuật ngữ "tàu tuần dương hạng nhẹ" mới được Hiệp ước Hải quân London năm 1930 chính thức đưa ra. Đó là những tàu tuần dương trang bị pháo cỡ nòng 155 mm (6,1 inch) hoặc nhỏ hơn, trong khi tàu tuần dương hạng nặng được định nghĩa trang bị pháo cho đến cỡ 203 mm (8 inch). Trong cả hai trường hợp, chúng không thể vượt quá trọng lượng 10.000 tấn.

## Chiến tranh Thế giới thứ hai
Trong thời kỳ Chiến tranh Thế giới thứ hai, tàu tuần dương hạng nhẹ được trang bị pháo trong khoảng 127 mm (5 inch), như đối với lớp tàu tuần dương phòng không Atlanta, cho đến 155 mm (6,1 inch), mặc dù thông dụng nhất là cỡ 152 mm (6 inch). Tàu tuần dương hạng nặng thường trang bị pháo cỡ 203 mm (8 inch). Trong những năm ngay trước chiến tranh, do những giới hạn của Hiệp ước Hải quân London khiến không thể tạo ra một thiết kế tàu tuần dương hạng nặng cân bằng bên trong trọng lượng cho phép, một số lượng lớn tàu tuần dương hạng nhẹ đã được chế tạo với trọng lượng 10.000 tấn và có từ 12 đến 15 pháo 152 mm (6 inch), hầu như tương tự với tàu tuần dương hạng nặng.
Việc chế tạo tàu tuần dương hạng nặng bị đình chỉ tại Anh, Pháp và Ý vào giữa những năm 1930. Tuy nhiên, việcThế Chiến II bùng nổ đã cho phép các quốc gia bỏ qua Hiệp ước London và vượt qua giới hạn 10.000 tấn. Cho đến cuối chiến tranh, những tàu chiến được xếp lớp là "tàu tuần dương lớn" của Hải quân Mỹ có trọng lượng rẽ nước lên đến xấp xỉ 30.000 tấn (lớp tàu tuần dương lớn Alaska), trong khi tàu tuần dương hạng nhẹ vẫn giữ ở mức 10.000 tấn, mặc dù đôi khi lên đến 12.000 hoặc 13.000 tấn. Đa số các tàu tuần dương tên lửa điều khiển có trọng lượng rẽ nước tương tự: 10.000 tấn cho Ticonderoga, 12.000 tấn cho Slava và 28.000 tấn cho Kirov.

## Tàu tuần dương hạng nhẹ ngày nay
Bốn tàu tuần dương hạng nhẹ hiện vẫn còn tồn tại như là tàu bảo tàng, và một chiếc hiện vẫn đang được cho hoạt động thường trực: chiếc BAP Almirante Grau của Hải quân Peru. Bốn chiếc được bảo quản như những tàu bảo tàng bao gồm: HMS Belfast (1938) tại London, HMS Caroline (1914) tại Belfast, USS Little Rock tại Buffalo, New York, và chiếc hiện đại hơn Colbert của Pháp tại Bordeaux. Những chiếctương tự bao gồm các tàu tuần dương bảo vệ Rạng Đông tại St Petersburg và USS Olympia tại Philadelphia, Pennsylvania, cũng như phần mũi của chiếc Puglia tại Ý.

## Cách xếp lớp của Hải quân Hoa Kỳ
Trong Hải quân Hoa Kỳ, tàu tuần dương hạng nhẹ được mang ký hiệu lườn CL, trong khi tàu tuần dương hạng nặng là CA. Cả tàu tuần dương hạng nặng và hạng nhẹ đều được đánh số theo một số hiệu tuần tự CL/CA chung sau năm 1931, nhưng có một số con số bị mất. Sau khi xuất hiện tên lửa điều khiển dành trang bị cho tàu nổi trong những năm 1950, mọi tàu tuần dương chỉ trang bị thuần túy hải pháo còn lại, bất kể cỡ nòng, đều được đặt tên là "tàu tuần dương hải pháo" với ký hiệu lườn CA, trong khi các tàu tuần dương trang bị tên lửa điều khiển, nói chung vẫn giữ lại một số kiểu pháo, mang ký hiệu lườn mới CG. Trong việc sắp xếp lại hạm đội năm 1975, mọi tàu tuần dương hải pháo đều được cho rút khỏi hoạt động của hạm đội.